# Virgin Group
Virgin Group Ltd är en riskkapitalorganisation som grundades av den brittiske affärsmannen Richard Branson. Bolagets kärnområden är resor, underhållning och livsstil. Det nuvarande bolaget bildades och registrerades 1989 hos Companies House som ett holdingbolag, men Virgins verksamhet och verksamhetsaffärer kom igång redan på 1970-talet genom grundandet av Virgin Records. 
Nettovärdet för Virgin Group var i september 2008 över 5 miljarder brittiska pund och gruppen bestod av mer än 400 företag över hela världen.
Virgin Group har sitt huvudkontor vid School House, 50 Brook Green i London Borough of Hammersmith and Fulham.
Även om Branson behållit fullständigt ägande och kontroll över varumärket Virgin, är varje företag som verkar under varumärket Virgin en separat enhet. I vissa av bolagen äger Branson hela bolaget medan han i andra är en minoritetsägare. Ibland licensieras användningen av varumärket ut till ett företag, till exempel varumärkena Virgin Mobile och Virgin Radio. 
Varumärket "Virgin" uppstod när Branson och hans affärspartner Nik Powell hade startat sitt första företag, en skivaffär. De ansåg sig vara jungfrur i näringslivet. Virgin-logotypen skissades ursprungligen på en pappersservett och är i stort sett oförändrad jämfört med den ursprungliga bilden.

## Virgins dotterbolag och investeringar
Denna lista innehåller ett urval av Virgins dotterbolag och investeringar genom åren;
- AirAsia X - långdistansbudgetflygbolag från Malaysia som till som högst 20% ägdes av Virgin Group, som sålde sina sista 10% i bolaget 2012
- V Festival - en musikfestival i Storbritannien
  - V Festival (Australien) - en australisk version av V Festival som hölls 2007-2009
  - Virgin Festival - en nordamerikansk version av V Festival som hölls 2006-2013
- Virgin Active - en hälsoklubbskedja i Australien, Sydafrika, Spanien, Portugal, Italien och Storbritannien.
- Virgin America - ett amerikanskt flygbolag med bas på San Francisco International Airport, såldes i december 2016 till Alaska Air Group
- Virgin Atlantic - ett internationellt brittiskt flygbolag med bas på London Heathrow Airport
- Virgin Balloon Flights - ett brittiskt företag med bas i Telford i Shropshire som erbjuder flygningar med varmluftsballong
- Virgin Australia Holdings - ett holdingbolag (hette tidigare Virgin Blue Holdings)
  - Virgin Australia - ett australiskt flygbolag (hette tidigare Virgin Blue)
  - Pacific Blue - var ett flygbolag och dotterbolag till Virgin Blue, med säte i Nya Zeeland, grundat 2004 och nedlagt 2015. Flygbolaget hette från 2011 Virgin Australia Airlines (NZ)
  - Virgin Samoa - ett flygbolag med säte i Samoa, grundat 2005 och som till 49% ägs av Virgin Australia Holdings. Flygbolaget hette tidigare Polynesian Blue
  - V Australien - var ett internationellt flygbolag ägt av Virgin Australia Holdings, aktivt 2007-2011 och avregistrerat 2014. Flygplanen i flottan övergick i huvudsak till Virgin Australia
- Virgin Books - bokförlag, återförsäljare och distributör av böcker som till 10% ägs av Virgin Group
- Virgin Brides - var en butikskedja för bröllopskläder. De första butikerna öppnade i England 1996 och den sista butiken, som låg i Manchester, stängdes 2007
- Virgin Care - ett hälsovårdsföretag, hette tidigare Virgin Healthcare, verksamt i Storbritannien[4]
- Virgin Cars - var en internetsajt för försäljning av bilar, lanserad i maj 2000 och stängd den 22 december 2005
- Virgin Charter - var en internetsajt för bokning av resor med privatjet, lanserad 2007 och stängd 2009
- Virgin Comics - ett serieförlag, grundat 2006 som en del av Virgin Group, såldes 2008 genom en management buyout och bytte namn till Liquid Comics
- Virgin Drinks - var ett dryckestillverkningsföretag och dotterbolag till Virgin Group, grundat 1994 och avvecklat 2007
  - Virgin Cola - kolsyrad colaläskedryck
  - Virgin Vodka - alkoholhaltig dryck
- Virgin Energy - var ett energitjänstföretag, grundat 2000 av Virgin Group i samarbete med London Energy, bytte 2002 namn till Virgin Home Energy och uppgick 2004 i EDF Energy
- Virgin Experience Days - ett eventföretag
- Virgin Flowers - Internetflorist, nedlagd (före 2012), osäkert när sajten existerade, troligen var existensen kortvarig
- Virgin Galactic - en satsning för att marknadsföra och arrangera turistresor till rymden
- Virgin Games - en spelsajt för kasinospel som poker, lanserad 2003, såld till Gamesys 2013. Ej att förväxla med datorspelsutvecklaren Virgin Interactive, grundat som Virgin Games
- Virgin Green Fund - ursprungligen Virgin Fuels, var ett riskkapitalbolag och dotterbolag till Virgin Group för investeringar i alternativ till olja som bränsle, grundat 2007, avvecklat 2014
- Virgin Health Bank - ett företag som erbjuder lagring av stamceller[5]
- Virgin HealthMiles - företagstjänster inom hälsa och friskvård
- Virgin Holidays - brittisk resebyrå och researrangör med världsdestinationer som trafikeras av Virgin Atlantic och dess partnerföretag
  - Virgin Holidays Cruises - brittisk researrangör specialiserad på kryssningresor, är en del av Virgin Holidays
- Virgin Interactive - var ett datorspelsföretag, grundat 1983 (som Virgin Games), uppköpt av Titus Software 2003 och blev efter detta till Avalon Interactive, avvecklat 2005
- Virgin Limited Edition - ett hotellbolag som bedriver exklusiv hotellverksamhet på olika platser i världen, se exempel nedan:
  - Kasbah Tamadot - ett exklusivt hotell i Asni, Marocko
  - Necker Belle - en lyxig katamaran tillgänglig för resor i Västindien
  - The Lodge - en lyxig skidlodge i Verbier, Schweiz
  - Necker Island - en ö i Brittiska Jungfruöarna för privat uthyrning
  - Kensington Roof Gardens - en takträdgård med restaurang och nattklubb i Kensington, London
  - Ulusaba - ett privat viltreservat och exklusivt safariläger i Mpumalanga, Sydafrika
- Virgin Limobike - nu Limobike, är en motorcykeltaxi i London
- Virgin Limousines - var en limousintjänst i San Francisco och norra Kalifornien, från 1996 och fram till 2010.
- Virgin Media - ett brittiskt telefon- och TV-bolag för hemtelefon, kabel-TV, bredband och mobila tjänster i Storbritannien
  - Virgin Media Television - var ett brittiskt TV-nätverk som tillhörde Virgin Media från 2006 till 2010, bestående av Virgin 1, Trouble, Bravo, Living TV och 50 % av aktierna i UKTV. Ursprungligen grundat som Flextech 1990, slogs ihop med Telewest 2000, som i sin tur senare slogs ihop med NTL, uppköpt av Virgin Media 2006, varvid namnbytet till Virgin Media Television skedde, sålt till British Sky Broadcasting (BSkyB) 2010, varvid namnet ändrades till Living TV Group, uppgick helt i BSkyB 2011 (BSkyB heter numera Sky UK)
  - Virgin 1 - var en underhållningskanal, lanserad den 1 oktober 2007 på Freeview, Virgin Media och Sky Digital. Kanalen bytte 2010 namn till Channel One, i och med att ägarskapet övergick till BSkyB, och slutade sändas 2011, då den ersattes av kanalen Challenge
  - Virgin Mobile UK - ett dotterbolag till Virgin Media som tillhandahåller mobiltelefoni i Storbritannien
- Virgin Megastores - en internationell butikskedja och återförsäljare av bland annat musik, filmer och spel, med både vanliga fysiska butiker och nätbutiker
  - Virgin XS - en outletform (fabriksbutik) av Virgin Megastores
- Virgin Mobile - ett varumärke som används av ett antal olika företag som tillhandahåller mobiltelefontjänster i olika länder runtom i världen, genom avtal med Virgin Group som äger varumärket. Virgin Mobile finns bland annat i Storbritannien, USA, Australien, Kanada, Frankrike, Sydafrika och Indien.
- Virgin Money - ett varumärke som används av ett antal olika leverantörer av finansiella tjänster i olika länder runtom i världen, genom avtal med Virgin Group som äger varumärket
  - Virgin Credit Card - en kreditkortstjänst, en del av Virgin Money
- Virgin Money Giving - en internetsajt för fundraising, det vill säga insamling av pengar till olika ändamål, lanserad i oktober 2009
- Virgin Nigeria - var ett flygbolag i Nigeria, grundat 2004 och som fram till 2010 till 49% ägdes av Virgin Group. Flygbolaget lades ner 2012 och hette från 2010 till 2012 Air Nigeria
- Virgin Orbit - är ett företag inom Virgin Group som planerar att tillhandahålla lanseringstjänster för små satelliter.
- Virgin Play - var en spansk utgivare av TV-spel. Var fram till 2002 en del av Virgin Interactive, blev därefter genom ett friköp av den spanska underavdelningen i samband med att Virgin Interactive såldes till Titus Software en fristående utgivare och bytte namn till Virgin Play. Lades ner i september 2009
- Virgin Radio - ett varumärke som används av ett antal olika radiostationer över hela världen genom avtal med Virgin Group som äger varumärket. Virgin Radio finns bland annat i Storbritannien, Kanada (flera olika som sänder från olika större städer), Frankrike, Italien, Indonesien, Thailand, Turkiet, Förenade Arabemiraten och Libanon
- Virgin Records - ett brittiskt skivbolag grundat av Richard Branson och Nik Powell 1972. Skivbolaget såldes 2006 till EMI. Sedan EMI såldes 2012 ägs etiketten av Universal Music
- Virgin Spa - spainrättningar
- Virgin Trains - en tågoperatör i Storbritannien
- Virgin Unite - en stiftelse för välgörenhet
- Vie at Home - var ett företag för direktförsäljning av kosmetika, hud- och kroppsvårdsprodukter, smycken och heminredning. Företaget grundades 1997 som Virgin Cosmetics och bytte namn till Virgin Vie At Home 2006. Det såldes 2009 genom en management buyout och bytte namn till Vie at Home, varefter det 2010 köptes upp av Network World Alliance och upplöste genom likvidation 2011
- Virgin Wines - ett företag för internetförsäljning av viner, startat 2000, såldes 2005 till Direct Wines, behöll dock namnet Virgin Wines och har ett nära samarbete med Virgin Group
- Virginware - var ett underklädesmärke för kvinnor. Det började säljas i butiker 2003 och slutade säljas 2005

## Sponsoravtal
Under 2009 sponsrade Virgin formel 1-stallet Brawn.